# Ituglanis passensis
Ituglanis passensis är en fiskart som beskrevs av Fernández och Bichuette 2002. Ituglanis passensis ingår i släktet Ituglanis och familjen Trichomycteridae. Inga underarter finns listade i Catalogue of Life.